# 比洛戈羅德卡 (伊賈斯拉夫區)
50°0′15″N 26°38′51″E / 50.00417°N 26.64750°E

比洛戈羅德卡（烏克蘭語：Білогородка），是烏克蘭西部的村莊，隸屬赫梅利尼茨基州的舍佩蒂夫卡區。該村始建於1400年，面積6.99平方公里，海拔高度269米，2001年人口1,816，人口密度每平方公里259.9人。